# We Ski
We Ski, também conhecido como Family Ski, é um jogo de esqui para o Nintendo Wii em que deve ser usado o Wii Balance Board para mover o esqui para os lados e o Wii Remote e o Nunchuk para aumentar a velocidade e fazer manobras. O jogo tem múltiplos reviews.